# Vicovu de Sus
Vicovu de Sus (în germană Ober Wikow) este un oraș în județul Suceava, Bucovina, România, format din localitățile componente Bivolărie și Vicovu de Sus (reședința). La recensământul din anul 2011, localitatea avea o populație de 13.308 locuitori, fiind al șaptelea centru urban ca mărime al județului. La 1 ianuarie 2020, numărul de locuitori era de 16.874, conform bazei de date INS-ului.  A fost declarat oraș prin Legea 83/2004, împreună cu alte 7 localități din județul Suceava.
Până a fi declarat oraș, Vicovu de Sus era cea mai mare comună din județul Suceava. Tranziția către oraș s-a făcut firesc, cu toate că localitatea păstrează și majoritatea caracteristicilor sale rurale. Vicovu de Sus este una dintre localitățile cu un ritm ridicat de dezvoltare în ultima perioadă, în oraș apărând diferite unități comerciale și economice, cum ar fi fabrici de încălțăminte. Din punct de vedere demografic, Vicovu de Sus a depășit orașe mult mai vechi din județ, precum Siret și Solca.
Localitatea este așezată în nordul județului Suceava, în apropierea graniței cu Ucraina, pe șoseaua națională și calea ferată care leagă municipiul Rădăuți de Putna. De altfel, Vicovu de Sus se regăsește în aria de influență urbană a Rădăuțiului. Din structura orașului Vicovu de Sus mai face parte satul subordonat Bivolărie, despărțit de oraș prin râul Suceava.

## Geografie
Orașul Vicovu de Sus este situat în partea de nord a județului Suceava, în depresiunea Rădăuți și este străbătut de Râul Suceava, care desparte orașul în două (Vicovu de Sus, aflat pe malul stâng și cartierul Bivolărie pe malul drept a râului). În partea de nord, orașul este mărginit de frontiera de stat dintre România și Ucraina, la sud de munții Obcina Mare (cu vârful Măgura Mică, atitudine 837 m), la sud-est de comuna Vicovu de Jos, la nord-est de comuna Bilca, în partea de vest orașul este delimitat de comuna Straja și în partea de sud-vest de Râul Suceava, ce trasează linia administrativă dintre oraș și comuna Putna. 
De la vest spre est orașul este străbătut de râul Suceava, pârâul Cârligata și râul Hlinoasa în nordul localității. În vestul orașului se află râul Laura și râul Șicova care curg paralel de la nord-vest spre sud.
Din punct de vedere administrativ, orașul este împărțit în două cartiere: Vicovu de Sus (format din Vicovu de Sus Est, Vicovu de Sus Centru, Plai și Laura) care reprezintă 70% din suprafața orașului și Bivolărie (format din vatra satului Bivolărie și cătunul Poderei), care reprezintă 30% din suprafața orașului.
Localitatea deține 1.200 mp de spații verzi amenajate și peisaje naturale de la poalele Obcinelor Mari. În orașul Vicovu de Sus există statuia lui Ion Nistor și un monument al eroilor din cele două războaie mondiale, străjuit de două tunuri.
Calea ferată Suceava – Putna/Nisipitu trece prin Bivolărie și sunt două stații CFR: Vicovu de Sus, aflată la 59 km de Gara Suceava Nord și Bivolărie, la 62 km de stația Suceava Nord.
Prin Bivolărie trece șoseaua națională Rădăuți – Putna (19 km de Rădăuți și 8 km până în Putna), iar prin Vicovu de Sus trece șoseaua națională Rădăuți – Cernăuți (22 km de Rădăuți și 55 km până la Cernăuți) și drumul județean Vicov – Ulma (30 km până în Ulma).

## Demografie
Componența etnică a orașului Vicovu de Sus
     Români (82,96%)
     Romi (5,38%)
     Alte etnii (0,05%)
     Necunoscută (11,61%)
Componența confesională a orașului Vicovu de Sus
     Ortodocși (67,35%)
     Penticostali (20,2%)
     Alte religii (0,72%)
     Necunoscută (11,73%)
Conform recensământului efectuat în 2021, populația orașului Vicovu de Sus se ridică la 15.143 de locuitori, în creștere față de recensământul anterior din 2011, când fuseseră înregistrați 13.308 locuitori. Majoritatea locuitorilor sunt români (82,96%), cu o minoritate de romi (5,38%), iar pentru 11,61% nu se cunoaște apartenența etnică. Din punct de vedere confesional, majoritatea locuitorilor sunt ortodocși (67,35%), cu o minoritate de penticostali (20,2%), iar pentru 11,73% nu se cunoaște apartenența confesională.

## Politică și administrație
Orașul Vicovu de Sus este administrat de un primar și un consiliu local compus din 17 consilieri. Primarul, Vasile Iliuț[*], de la Partidul Național Liberal, este în funcție din 2021. Începând cu alegerile locale din 2024, consiliul local are următoarea componență pe partide politice:
|  | Partid                          | Consilieri | Componența Consiliului | Componența Consiliului | Componența Consiliului | Componența Consiliului | Componența Consiliului | Componența Consiliului | Componența Consiliului | Componența Consiliului | Componența Consiliului |
|  | ------------------------------- | ---------- | ---------------------- | ---------------------- | ---------------------- | ---------------------- | ---------------------- | ---------------------- | ---------------------- | ---------------------- | ---------------------- |
|  | Partidul Național Liberal       | 9          |                        |                        |                        |                        |                        |                        |                        |                        |                        |
|  | Partidul Social Democrat        | 5          |                        |                        |                        |                        |                        |                        |                        |                        |                        |
|  | Alianța pentru Unirea Românilor | 2          |                        |                        |                        |                        |                        |                        |                        |                        |                        |
|  | Cîrdei Marinel                  | 1          |                        |                        |                        |                        |                        |                        |                        |                        |                        |

Lista primari Vicovu de Sus:
- 1910-1914: Numitor Litviniuc (care si-a schimbat numele in Liteanu)
- 1915: Nicolai Bilibou
- 1915-18 Iulie 1916: Numitor Litviniuc
- 18 Iulie 1916-Noiembrie 1916: Nicolai Bilibou
- Noiembrie 1916-Iunie 1917: Constantin Ungurean
- Iunie 1917-Octombrie 1918: Numitor Litviniuc
- Octombrie-Noiembrie 1918: Aristarch Gribowschi (doctor, fost notar)
- Noiembrie 1918: (7 zile) Leon a lui George Ursachi (perceptor)
- Decembrie 1918-Ianuarie 1919: Aristarch Gribowschi (doctor, fost notar)
- Ianuarie 1919-Noiembrie 1922: Ion Nistor (agricultor)
- Noiembrie 1922-1923: Ion Bodale (fost viceprimar) - interimar
- 1923-1924: Atanasie Dabaca (director de scoala)
- 1924-1926: Constantin a lui Gavril Nistor (agricultor)
- 1926: Gheorghe Lavric
- 1926: George Negru (agricultor)
- 1928: Gavril Nistor
- Iunie 1934: Gheorghe Dabaca (doctor)
- 1950: Silvestru a lui Livet Burlă
- 1984-1988: Pandele Ieșan
- 1988-1990: Vasile Urmă (inginer)
- 1991-1996: Ion Maruțeac (profesor desen)
- 1996-2020: Gheorge Schipor (strungar)
- 2020-2021: Juravle Ionel Adrian Negru (agricultor) - interimar
- 2021-prezent: Vasile Iliuț (papucar - cizmar)

## Recensământul din 1930
Componența etnică a orașului Vicovu de Sus
     Români (91,9%)
     Germani (2,95%)
     Evrei (3,84%)
     Altă etnie (1,31%)
Componența confesională a orașului Vicovu de Sus
     Ortodocși (91,92%)
     Romano-catolici (2,97%)
     Mozaici (3,91%)
     Altă religie (1,2%)
Conform recensământului efectuat în 1930, populația orașului Vicovu de Sus se ridica la 8552 de locuitori. Majoritatea locuitorilor erau români (91,9%), cu o minoritate de germani (2,95%) și o minoritate infimă de  evrei (3,84%). Alte persoane s-au declarat: ruteni (5 persoane), ruși (2 persoane), sârbi\croați\sloveni (1 persoană), cehi\slovaci (2 persoane) și polonezi (12 persoane). Din punct de vedere confesional, majoritatea locuitorilor erau ortodocși (91,92%), dar existau și romano-catolici (2,97%) și mozaici (3,91%). Alte persoane au declarat: evanghelici\luterani (24 de persoane), greco-catolici (7 persoane), baptiști (30 de persoane), altă religie (4 persoane) și fără religie (40 de persoane).

## Istoric
Regatul Daciei 168 BC–106 AD

 Dacia Traiană (province a imperiului Roman) 106–275 AD

 Dacia Aureliană (province a imperiului Roman) 275–283 AD

 Dacia Romană (province a imperiului Roman de Răsărit / Bizantin) 283–586 AD

 Valahia Mare secolul III–XIII

 Principatul Moldovei 1346–1775

 Imperiul Habsburgic 1775–1804

 Imperiul Austriac 1804–1867

 Austro-Ungaria 1867–1918

 Regatul României 1918–1947

 Republica Populară Română 1947–1965

 Republica Socialistă România 1965–1989

 Romania 1989–present
Valea Sucevei a fost locuită încă din epoca străveche. S-au descoperit însă unelte paleolitice pe raza comunei Straja, iar din epoca neolitică zona comunei Voitinel este circumscrisă vastului spațiu al culturii Stacervo-Criș. În perioada geto-dacică, spațiul de nord al Moldovei era locuit de tribul costobocilor, care și-au extins autoritatea în zona de nord a Moldovei, întemeind un regat care cuprindea Bucovina și Maramureș.
Începuturile epocii medievale demonstrează o continuitate a locuirii în zona Rădăuților. Din perioada secolului al X-lea s-a descoperit la Rădăuți, într-un context arheologic bizantin, o monedă încadrată cronologic între anii 998 și 1028. Legăturile cu regatului maghiar sunt atestate de emisiunile monetare aparținând regilor arpadieni și descoperite în zona Cernăuți. În aceeași perioadă sunt scoase la iveală și monede germane din secolul al XIII-lea.
Satul Vicov a fost întemeiat înainte de descălecatul lui Dragoș și al lui Bogdan I, avându-și vatra pe valea pârâului Sicova, de la care și-a luat numele. Ulterior, satul a fost împărțit de către urmașii unuia dintre stăpânii săi în două părți, fiecare parte devenind sat distinct: Vicovul de Jos și Vicovul de Sus. Vicovul de Jos a fost cumpărat de către Alexandru cel Bun și dăruit Mitropoliei Moldovei. În schimb, satul Vicovul de Sus (care cuprindea teritoriul actual al orașului Vicovu de Sus și al comunei Bilca) era în posesia familiei Babici, cu toate hotarele sale, după cum au stăpânit din veac. Cel mai de seamă reprezentant al acestei familii a fost Stan Babici, membru în sfatul domnesc al lui Alexandru cel Bun și al fiului său, Iliaș. Pe teritoriul satului Laura a fost una dintre cele mai însemnate mănăstiri de la începutul Evului Mediu din Moldova. Aici și-au avut metania episcopul Leontie de la Rădăuți și Daniil Sihastru, ambii sanctificați mai târziu de Biserica Ortodoxă. Însuși cătunul Laura, aflat în partea de vest a localității, își are numele de la această Lavra monahală. În pădurile de la nordul localității Vicovu de Sus au fost descoperite unelte de piatră, arme din bronz și fragmente de zale din Evul Mediu.
Pe teritoriul Vicovului de Sus se afla Vama cea Mică a Sucevei, deoarece pe aici treceau negustorii care cumpărau vite din Siret pentru a le duce în Transilvania și Maramureș. Existența unei vămi pe teritoriul localității este confirmată de două documente domnești aparținând lui Ștefan cel Mare din 3 aprilie 1488 și din 2 februarie 1503.
La 15 septembrie 1466, imediat după începerea construcției Mănăstirii Putna, Ștefan cel Mare cumpăra satul Vicovu de Sus de la Stan Babici și de la frații săi și îl dăruiește lăcașului său. De fapt, satul Vicovu de Sus este primul sat dăruit Putnei de către domnitorul Moldovei. Ulterior, Ștefan cel Mare a obținut prin schimb sau prin cumpărături și celelalte sate aflate mai jos de Vicovu de Sus: Vicovu de Jos, Voitinel, Măneuți (aflat între Vicovul de Jos și Gălănești), Balosinești (pe teritoriul de astăzi al Gălăneștilor), Tărnăuca (astăzi Frătăuții Noi), Frătăuții Vechi și Măcicătești și le dăruiește Putnei.
Aflați în subordinea Mănăstirii Putna, vicovenii erau poslușnici ai călugărilor, fiind scutiți de dări pentru că păzeau potecile care duceau în Transilvania de hoți și oștile plecate după pradă. Punctul de pază al potecilor era în cătunul Caraula din satul Straja, aflat la vest de satul Vicovul de Sus. De fapt, actualul sat Straja a fost format din vicovenii care făceau de strajă drumului care ducea în Transilvania.
În anul 1622, tătarii care căutau să jefuiască Mănăstirea Putna sunt opriți de vicoveni, așa încât călugării sunt feriți de primejdie, iar domnul Moldovei ajungea să spună că hoardele păgâne au prădat toată Moldova până la Vicove. Pentru că erau soldați de nădejde, în secolul al XVIII-lea domnii Moldovei erau păziți de oameni tineri cu sâneață (pușcă) aduși din Vicove și din Berhomet pe Siret.
În timp de pace vicovenii făceau comerț cu boi în orașul Bistrița, fiind amintit un negustor numit Vasile Gicovanul (secolul al XVI-lea).
Din pricina dărilor către domnii fanarioți, satul s-a pustiit de câteva ori, dar călugării și domnia l-au repopulat cu o parte dintre oamenii fugiți, dar și cu alții aduși din Transilvania. Ca atare, în satele Vicovul de Sus și de Jos, Bilca, Voitinel, Horodnic, Frătăuți, Rădăuți, Sucevița, Marginea, Volovăț și Horodnic au venit numeroși locuitori din zona Năsăud, ceea ce a făcut ca în cadrul graiului bucovinean, în această regiune, să se individualizeze un subgrai distinct, cunoscut sub numele de graiul mărginean, care împletește vorba din Năsăud cu cea din Bucovina.
Până la desființarea județelor de către autoritățile comuniste, Vicovu de Sus a făcut parte din fostul județ Rădăuți.

## Economie
După semnarea Pactului Molotov-Ribbentrop la data de 23 august 1939, în care partea germană declara totalul dezinteres pentru Basarabia, Uniunea Sovietica a emis, la 23 iunie 1940,  prin ministrul sau de externe, Viaceslav Molotov, pretenții suplimentare și asupra Bucovinei, deși aceasta nu a făcut parte niciodată din Imperiul Țarist sau Uniunea Sovietica ''in numele ucrainienilor ce sunt majoritari in aceasta regiune".
Germanii revoltați de acest fapt, nevrând să lase un fost teritoriu austriac să cadă în stăpânirea  rușilor, s-au opus acestei decizii și au obținut împărțirea Bucovinei între Regatul României și Uniunea Sovietică. Una din relatarile taranilor din Vicovu de Sus spune ca aceștia i-au îmbătat pe membrii comisiei de trasare a granițelor și astfel a rămas Vicovul de Sus in Regatul Romaniei.  Armata rusă a ocupat în iunie 1940 Bucovina de Nord, Ținutul Herta și Basarabia, iar noua graniță a Regatului României a fost trasată prin Vicovu de Sus. În România au rămas oamenii și casele lor, la ruși au rămas pământul și pădurea, aproximativ jumătate de teritoriu.Două decenii mai târziu, tot la ei s-a oprit și granița colectivizării. Vicovu de Sus a fost ultimul sat din Bucovina forțat să intre în sistemul cooperatist.
În ultimul timp, Vicovu de Sus a cunoscut un ritm de creștere economică  în care s-au dezvoltat numeroase unități economice și comerciale având ca activitate de bază industria ușoară (producerea de încălțăminte, prelucrarea lemnului și a produselor lactate). O îndeletnicire mai veche a localnicilor este agricultura și creșterea animalelor. În prezent, în orașul Vicovu de Sus își desfășoară activitatea peste 144 de societății comerciale, din care 51 de societății comerciale în cartierul Bivolărie.
Industria de încălțăminte practic a urbanizat Vicovul de Sus. Orașul este una din cele mai dezvoltate localități din Bucovina. Proiecte pentru urbanizarea localității au existat și înainte și după 1989, în prezent îndeplinind indicatorii minimali statuați de Legea 351/2001. Apa potabilă este captată și direcționată către 40 de cișmele stradale, se lucrează la canalizare și la racordarea la rețeaua națională de gaz metan. Totodată, orașul are stație de clorinare, telefonie fixă digitală, servicii de internet și televiziune prin cablu.

## Educație
Relatările privind începuturile învățământului din Vicovu de Sus aparțin învățătorului Ion Moldovean. Acesta ne relatează modul în care a luat naștere prima școala primară în centrul comunei în anul 1852. Școala a fost înființată cu sprijinul preotului Vladimir Vasilovici, a primarului și a dascălului bisericesc în casa particulară a zidarului Ion Roman. Școala purta denumirea de „Trivial Schule” având ca prim învățător pe Ion Talpariu. În anul 1855 școala este mutată în casa morarului Karl Postatny. Între anii 1856-1857 școala funcționează în casa pădurarului Brazza. În anul 1856, sub îndrumarea preotului Mihai Pitey, s-a început construcția localului de școală pe un teren în suprafață de 22 de prăjini, teren cumpărat de la dascălul bisericii Constantin Nistor.
O a doua școală, înființată pe lângă școala din centru, o va reprezenta școala primară din estul comunei. În 1899 funcționa o filială a școlii din centru în casa particulară a lui George Komarnitchi. Școala a mai funcționat și în casa particulară a gospodarului Vasile Dabaca. În anul 1908 se începe construirea unui local de școală cu 4 clase, școală care va fi inaugurată la 12 decembrie 1908 sub denumirea de „Jubileum Schule”. Denumirea se datorează aniversării a 60 de ani împliniți de împăratul Austro-Ungariei Frantz Iosef. În anul 1966 școala se va mări prin adăugarea a încă două săli de clasă.
În jurul anului 1900 a luat ființă prima școală din satul Laura într-o casă particulară aparținând gospodarului Negru Gheorghe. Acesta va dona terenul pe care se va construi între 1912-1913 un local de școală, dat în folosință în anul 1922.
În legătură cu școala din Bivolărie există mențiuni potrivit cărora între anii 1922-1925 se înființează o școală primară într-o clădire a fostei herghelii de stat austriece (actualmente Caminul Cultural Bivolărie) lângă Gara CFR Bivolărie care a functionat pana in anul 1986. Școala avea patru săli la care se adaugă locuința directorului. În anul 1943, s-a transferat de la Cernăuți „Institutul de orbi și surdo-muți” într-o clădire a fostei cazarme austriece (anterior au functionat grajduri pentru bivoli). Școala este o unitate continuatoare a Institutului de orbi și surdo-muți „M.S. Regina Maria” înființat la Cernăuți în anul 1908, care s-a mutat la Bivolărie cu profesori, elevi și arhivă și, ceea ce este relevant, implicit cu metodologia de recuperare și integrare socială, pe baza limbajului verbal, oral și scris și a gândirii noționale a copiilor cu deficiențe de auz. În timp, titulatura școlii a suferit mai multe modificări, de la „Institutul de orbi și surdo-muți” la „Școala ajutătoare Bivolărie”, „Școala Specială Bivolărie”, în 2003, unitatea școlară s-a transformat în Grupul Școlar Bivolărie, iar în 2012 și-a schimbat denumirea în „Liceul Tehnologic Special Bivolărie”. Între anii 1959-1960 se amenajează în patru camere o școală cu 2 clase primare si o gradinita cu 2 grupe într-o clădire aparținând familiei istoricului Ion Nistor (actualmente Casa memorială „Ion Nistor” din Bivolărie) langa fosta fabrica de cherestea, aflată lângă Gara CFR Vicovu de Sus care a functionat pana in anul 1984. După anul 1966 se construiește actualul local al școlii Bivolărie ce isi deschide portile in 1981 transferandu-se ulterior cele 2 scolii primare de lângă Gara CFR Vicovu de Sus si Gara CFR Bivolărie.
În anul 1954 a început la intersectia drumului dintre Centru, Plai si Laura construcția unui local de școală primară cu trei săli de clasă plus locuința directorului, destinate inițial claselor I-IV, si inaugurată în 1958.
Între 1959-1960 se înființează și o școală cu trei săli de clasă în zona Laura-Straja.
Începând cu anul 1964 se trece la construirea Liceului „Ion Nistor” Vicovu de Sus, clădire la care se adaugă în 1976 clădirea școlii generale cu 8 săli de clasă. În anul 1979 se va adăuga localul III al Grupului Școlar. În timp, titulatura școlii a suferit mai multe modificări, de la „Școala Medie Vicovu de Sus” la „Liceul de Cultura Generala Vicovu de Sus” (1966-1978) la „Liceul Agroindustrial Vicovu de Sus” (1979-1990), „Liceul Teoretic Vicovu de Sus” (1991-1993), „Liceul Teoretic Ion Nistor Vicovu de Sus” (1994), „Grupul Școlar Vicovu de Sus” (1995-1996), „Grupul Școlar Ion Nistor Vicovu de Sus” (1997-2012), iar în 2012 și-a schimbat denumirea în „Liceul Tehnologic Ion Nistor Vicovu de Sus”.
Începând cu anul 1998 în cadrul Liceului Ion Nistor a fost înființată o școala profesională cu clase de fabricarea produselor din lemn (băieți) si coriotorie (fete) cu durata de 2 ani, iar în 2010 și-a schimbat specializarea în industria textilă și pielărie.
În anul 1988 a fost începută constructia la o nouă școală cu clasele I-VIII în satul Plai investiția în clădire s-a întrerupt vreo câțiva ani după Revoluție, deschisandu-și porțile în 1997.

## Religie
Religia predominantă în Vicovu de Sus este ortodoxia. După confesiune, populația localității se împarte astfel: 79.05% ortodocși, 19.47% penticostali și 1.26% baptiști.
Conform recensământului din anul 1910, în Vicovu de Sus locuiau 6.725 persoane de confesiune ortodoxă, 359 israeliți, 269 romano-catolici, 24 greco-catolici, 16 luterani, 2 armeano-catolici.
În 1930, stuctura populației după religie era următoarea: 7.860 ortodocși, 253 romano-catolici, 7 greco-catolici, 334 mozaici, 30 baptiști, 24 evangelici, 4 alte religii și secte, 40 fără religie și liber cugetători.
Rezultatele recensământului efectuat în 2002 indicau că în Vicovu de Sus trăiau 11.166 persoane de confesiune ortodoxă, 2.751 penticostali, 179 baptiști, 11 adventiști de ziua a șaptea, 6 romano-catolici, 4 creștini după Evangelie, 3 creștini de rit vechi, 1 reformat, 1 de altă religie, 3 fără religie.

### Lăcașuri de cult
Lăcașuri de cult pentru ortodocși: 
- „Schitul lui Lavrentie" din Laura - Vicovu de Sus o biserică ortodoxă de lemn ctitoria de Sfântul Ierarh Leontie de la Rădăuți (prima sihăstrie cunoscută din nordul Moldovei, cunoscut si sub numele de Lavră Monahală „Sfântul Laurențiu”, ce îl are ca ocrotitor pe Cuviosul Lavrentie primind numele de schimonahul Leontie), datată între anii 1490-1772, amplasată in cătunul Laura (satul Laura își are numele de la această Lavra monahală) aflat în partea de vest a localității, undeva la vărsarea pârâului Șicova în râul Suceava la capătul punții de peste râul Suceava, ce leagă Vicovu de Sus cu halta Bivolărie);
- Biserica ortodoxă „Adormirea Maicii Domnului” Vicovu de Sus–Centru (a început prin a se căra piatră în 1800; zidirea lăcașului a început în anul 1802 fiind ridicat de un meșter din Horodenka; construcția a fost terminată în anul 1804, când a fost pictată catapeteasma; în 1806 biserica a fost sfințită);
- Biserica ortodoxă „Intrarea Maicii Domnului în Biserică” din Vicovu de Sus–Est (1910);
- Biserica ortodoxă „Sfântul Nicolae” Vicovu de Sus–Bivolărie (edificiu din lemn construit în 1861 și strămutat de la Gura Largului, comuna Poiana Teiului, județul Neamț, deoarece se ridica lacul de acumulare de la Bicaz în 1959, fiind refăcută în Bivolărie în anul 1960, când a fost sfințită);
- Biserica ortodoxă „Sfântul Mare Mucenic Gheorghe” Vicovu de Sus–Laura (1926) (construită din lemn de brad pe cheltuiala credincioșilor și cu ajutorul Fondului Bisericesc din Bucovina);
- Capela ortodoxă Bivolărie (2003);
- Capela ortodoxă Vicovu de Sus–Est (1997);
- Biserica ortodoxă "Învierea Mântuitorului Nostru Iisus Hristos" Vicovu de Sus–Est (2014-2017);
- Biserica ortodoxă (nouă) "Acoperământul Maicii Domnului" Vicovu de Sus-Plai (2007-2019).

Lăcașuri de cult pentru baptiști: 
- Biserica baptistă Vicovu de Sus–Bivolărie (1972);
- Biserica baptistă "Emanuel" Vicovu de Sus–Centru (1995).

Lăcașuri de cult pentru penticostali: 
- Biserica penticostală nr. 1 din Vicovu de Sus-Est (amenajata intr-o casa de locuit - a început de la un singur membru în anul 1918);
- Biserica penticostală „Betleem” din Vicovu de Sus–Bivolărie (2003) (initial a functionat 1987-1999 in casa de locuit a lui Ion Cardei)
- Biserica penticostala nr.3 din Vicovu de Sus-Laura (1994)
- Biserica Penticostala nr.4 din "Vicovu de Sus-Plai
- Biserica Penticostala nr.5 "Sfanta Treime" din Vicovu de Sus-Centru (2014-2016)
- Biserica nouă penticostală din Vicovu de Sus-Est (2019)

## Sănătate

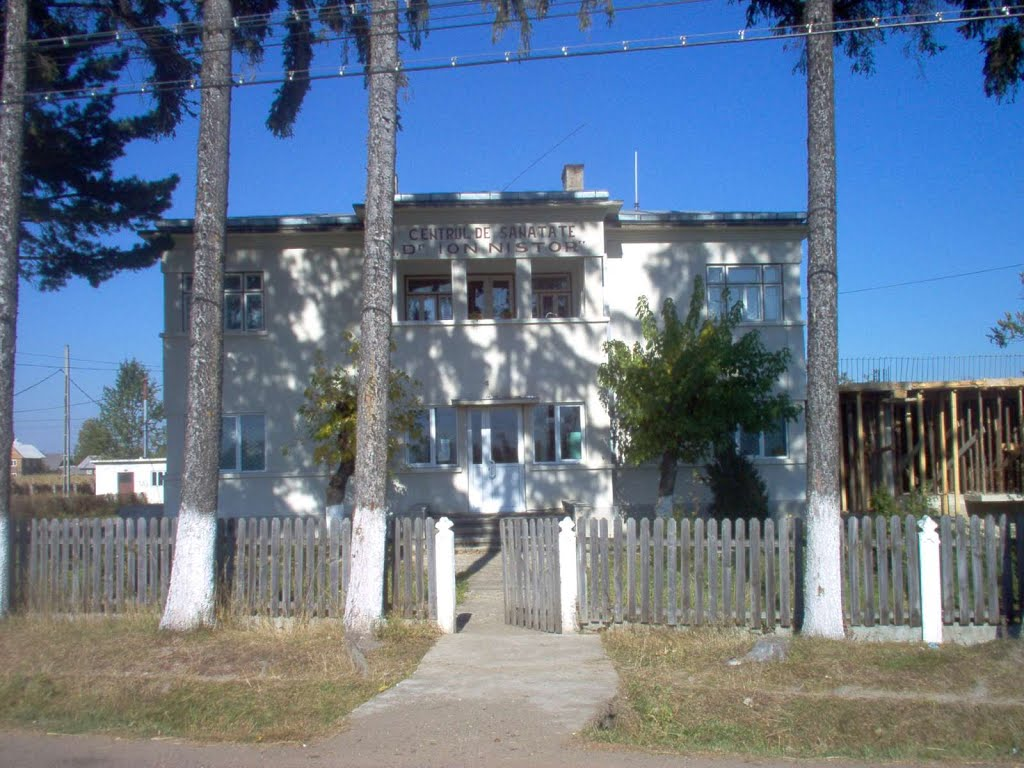
Centrul de Sănătate „Ion Nistor” din Vicovu de Sus

Spitalul Vicovu de Sus a fost înființat în perioada interbelică (în jurul anului 1920) de către istoricul Ion Nistor. În anul 1980 spitalul a fost desființat de către regimul comunist, în vechea clădire desfășurându-și activitatea Dispensarul Sanitar Vicovu de Sus–Centru. Din 2003 vechiul spital a devenit Centru de sănătate medico-social „Ion Nistor” pentru întreaga zonă. Din data de 15 iunie 2010 spitalul „Ion Nistor” este închis din lipsă de fonduri. În orașul Vicovu de Sus își desfășoară activitatea patru Dispensare Sanitare Umane (Bivolărie, Vicovu de Sus–Centru, Vicovu de Sus–Est și Laura), un Dispensar Sanitar Veterinar (Vicovu de Sus–Centru), trei Cabinete de Stomatologie (Bivolărie, Laura și Vicovu de Sus–Est), două farmacii (Bivolărie și Vicovu de Sus–Centru).

## Cultură
Cea mai cunoscută personalitate a orașului este istoricul Ion Nistor (1876-1962), socotit de către Nicolae Iorga cel mai mare istoric al Bucovinei. Ion Nistor a fost unul dintre fruntașii Bucovinei care au hotărât unirea acestei provincii cu România la 15-27 martie 1918. A fost profesor la Universitatea din Cernăuți, iar în perioada interbelică a deținut portofoliul de ministru al sănătății. Pentru aceste lucruri a fost închis la Sighetu Marmației de către autoritățile comuniste.
Altă personalitate a orașului este cunoscuta solistă de muzică populară Sofia Vicoveanca, care a copilărit în zona Vicovu de Sus, după care și-a inspirat numele.
Datini, obiceiuri și tradiții bucovinene de iarna din străbuni: colinde (de copii sau de ceată); urări de belșug și recoltă bogată cu Plugușorul și cu Buhaiul; urarea cu Sorcova; jocuri cu măști si dansuri: Capra, Cerbul, Ursul, Căiuții, si mai multe reprezentari piesei de teatru popular denumite "Malancă", precum: „Malanca Piticilor”,  "Malanca Haiducilor", "Malanca Banda lui Grigoraș”, "Malanca Banda lui Iancu Jianu", "Malanca lui Palinciuc", "Malanca lui Sămădău" si „Malanca lui Ștefan cel Mare” din Vicovu de Sus, figura lui Ștefan cel Mare și Sfânt s-a impus într-o piesă istorică de sine stătătoare „Piesa lui Ștefan cel Mare” aparuta inainte de 1940 si care este interpretată de 60 ani pana prezent fara intrerupere.

## Punctul vamal
Prin Vicovul de Sus trece vechiul drum imperial construit de Maria Tereza, care lega Transilvania de Cernăuți și Galiția. În prezent, din pricina ruperii de către sovietici a nordului Bucovinei de România, importanța acestei rute a fost diminuată. Totuși, aici a fost înființat un punct vamal. Totodată, vechea Unitate Militară a Vicovului din perioada comunistă a devenit Sectorul Poliției de Frontieră Vicov.

## Sistemul judiciar din Vicovul de Sus
Pe lângă cele 20 de judecătorii existente în Bucovina în timpul stăpânirii austriece, care s-au transformat, după Marea Unire, în judecătorii rurale, începând cu 1 ianuarie 1926
au mai fost înființate 3 judecătorii rurale din care una la Vicovu de Sus (iar celelalte doua la Ilișeștiși Dărmănești) prin Legea pentru organizare judecătorească din 25.06.1924, cu modificările din 28.11.1925 și 19.12.1925. Judecătoria rurală Vicovu de Sus a fost destiintata de regimul comunist. In perioada 1938 - 1950 a functionat Pretura plășii Vicov arondata la Prefectura județului Rădăuți.

## Sistemul bancar din Vicovul de Sus
In perioada 1949 - 1954 a functionat Banca Națională a României Agenția Vicovu de Sus, dupa aceasta data s-a transformat in Credit CCOP care functioneaza si astazi. Din 1990 functioneaza Casa de Economii și Consemnațiuni (C.E.C.) mai nou CEC Bank - Agentia Vicovul de Sus. Incepand cu 2005 Banca Romana pentru Dezvoltare (BRD) - Groupe Societe Generale are deschisa o filiala la Vicovu de Sus, iar din 2021 OTP Bank este prezent cu sucursala.

## Orașe înfrățite
Cesson, Franța (1995)

## Personalități

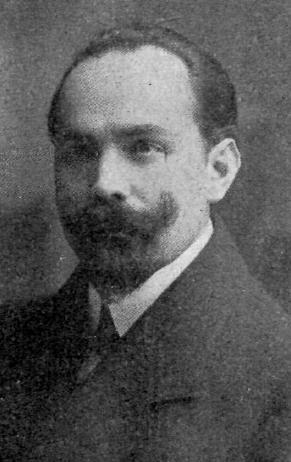
Ion Nistor

- Boierul Stan Babici – membru în sfatul domnesc al lui Alexandru cel Bun.
- Sf. Ierarh Leontie de la Rădăuți (Cuviosul Lavrentie) (începutul sec.XIV-lea) - și-a avut metania la Mănăstirea "Sfântul Laurențiu" din satul Laura - Vicovu de Sus
- Daniil Sihastrul (începutul sec.XV-lea - 1496) - s-a retras pustnic la Mănăstirea "Sfântul Laurențiu" din satul Laura - Vicovu de Sus
- Clipa Gherasim (1760-1826) – episcop la Huși și Roman, reprezentant al mișcării iluministe din Moldova.
- Calistrat Urmă (1757) ieromonah mănăstirea Putna ctitor al Bisericii Ortodoxe „Adormirea Maicii Domnului” din Vicovu de Sus (construita în anii 1802-1806 și restaurată în 1886)
- Vasile Mitrofanovici (1831-1888) a fost un profesor român de teologie; preot și profesor suplinitor de Teologie practică la lnstitutul Teologic din Cernăuți; profesor agregat (1861), apoi titular; administrator parohial în Vicovu de Sus (1859-1861), decan al Facultății, rector al Universității din Cernăuți, „doctor honoris causa” al Universității Cernăuți (1879); arhipresbiter stavrofor, deputat în Parlamentul Austriei (1880-1885);
- Isidor Onciul (1834-1897) - preot la Biserica Ortodoxă din Vicovu de Sus (1862- 1867), profesor de teologie și decan al Facultății de Teologie la Universitatea din Cernăuți (1867- 1897), consilier metropolitan onorar (din 1874), arhipresbiter (1880), membru în comitetul de conducere al "Societății pentru cultura și literatura română din Bucovina".
- Aurel Onciul (1864-1921) - născut în Vicovu de Sus, politician care i-a reprezentat pe românii din Bucovina austriacă la începutul secolului al XX-lea, expert jurist în dreptul asigurărilor, ofițer în Armata Austro-Ungariei și membru al Dietei Bucovinei, precum și al Consiliului Imperial.
- Ion Nistor (1876-1962) – născut în Bivolărie, Vicovu de Sus, istoric, profesor universitar la Universitățile din Viena, Cernăuți și București, rector al Universității din Cernăuți, membru al Academiei Române (1911), director al Bibliotecii Academiei Române, fruntaș al Partidului Național Liberal, fost ministru de stat, reprezentând Bucovina, apoi, succesiv, ministru al Lucrărilor Publice, al Muncii și, în final, al Cultelor și Artelor.
- Ion Tălpariu (1852) – primul învățător la Scoala "Trivial Schule" din Vicovu de Sus transferat din Cernăuți
- Grigor (Grigorie) Grigorovici - socialist si învățător la Scoala "Trivial Schule" (1858-1869) si “Scoala primara cu o singura clasa” (1869-1881) din Vicovu de Sus transferat din Storojineț, în 1920 a fost ales al Bucovinei in Adunarea Deputaților a României Mari în orașul Cernăuți
- Ion Moldovan - învățător (1881-1883) la “Scoala primara cu o singura clasa” din Vicovu de Sus si membru in comitetul de conducere a Societatii de cetire „Luceafărul” din Vicovul de Sus (înființată în 3/15 martie 1896)
- Samuel Magher - învățător (1881-1890) la “Scoala primara cu o singura clasa” din Vicovu de Sus
- Alexander Dacnik - învățător (1890-1891) la “Scoala primara cu o singura clasa” din Vicovu de Sus
- Ilie Tipa  (n. 24.01.1933 Soloneț-Todirești - d.2011, Vicovu de Sus) – profesor, primul director al Liceului „Ion Nistor” Vicovu de Sus (in 1968 a primit Medalia Muncii prin Decretul nr.526/1968)
- Sofia Vicoveanca (n. 1941 Toporăuți - Cernăuți) – cântăreață de muzică populară, a locuit o perioadă în Bivolărie (după ce s-a refugiat în România, a locuit la o mătușă la casa Sofia Ișan și Vespazian Șorodoc de pe Balta din Bivolarie - Vicovu de Sus).
- Elena Pădure (n. 1950) (numele de familie a fost inițial Păduche) – cântăreața de muzică populară.
- Adriana Bucevschi  (n. 1971) – cântăreață de muzică populară, s-a născut la Vicovu de Sus și a copilărit în Vicovu de Jos - Remezeu.
- Arcadie Bodale (n. 1975) – istoric, arhivist la Arhivele Naționale din Iași.
- Mihai Roman (n. 1984) – fotbalist, component al echipei naționale de fotbal a României.

## Obiective turistice

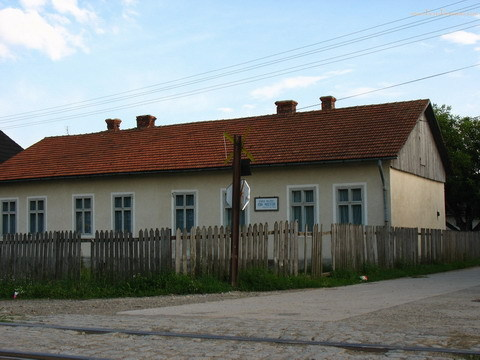
Casa memorială „Ion Nistor” din Bivolărie

- Biserica ortodoxă din Vicovu de Sus–Centru – construită în perioada 1800-1804.
- Biserica ortodoxă din Vicovu de Sus–Est – construită în anul 1910.
- Biserica de lemn „Sfântul Nicolae” din Bivolărie – lăcaș ortodox construit în anul 1861 și strămutat la Bivolărie de la Gura Largului, comuna Poiana Teiului, județul Neamț.
- Mănăstirea Sfântul Laurențiu din Vicovu de Sus (Lavra Monahală) – lăcaș de cult atestat din 1490 și până în 1772, la confluența pârâului Șicov cu râul Suceava (locație neidentificată).
- Casa memorială „Ion Nistor” din Bivolărie – muzeu memorial înființat în anul 1993 de Societatea pentru Cultura și Literatura Română în Bucovina și Primăria Vicovu de Sus, dedicat memoriei lui Ion Nistor (1876-1962), născut la Bivolărie.
- Bustul istoricului Ion Nistor – monument situat în curtea Colegiului Tehnologic „Ion Nistor”.
- Monumentul eroilor din Primul Război Mondial – monument ridicat în 1918 și situat în parcul localității.
- A doua Școală Primară din Vicov – obiectiv aflat în estul localității, înființat în 1899 (construcția a fost inaugurată la 12 decembrie 1908 sub denumirea de „Jubileum Schule”).
- Moara de apă „Philip Ghottel” (morar Götel Filip) – moară de apă cu roată înființată în anul 1915, care funcționează și în prezent.
- Centrul cultural româno-francez „Bivolărie-Cesson” (prima vizită a delegației franceze la Bivolărie în Iunie 1990 și înfrățirea oficială celor 2 localități în 1995).
- Gara CFR Vicovu de Sus – construită în anul 1889 odată cu calea ferată Dornești – Gura Putnei – Nisipitu – Rusca – Seletin – Șipotele Sucevei – Izvoarele Sucevei (tronsonul Nisipitu – Izvoarele Sucevei a fost inaugurat în 1917).
- Trasee pentru drumeții Obcinile Bucovinei – Obcina Mare cu vârful Măgura Mică (atitudine 837 metri).
- Ruinele clădirii fostelor grajduri pentru bivoli din vremea domnitorului Alexandru cel Bun (1400-1432) – clădiri ce au funcționat mai târziu (1775-1918) ca herghelie de stat a Armatei Austro-Ungare (actualmente funcționează Căminul Cultural Bivolărie, Grupul Școlar Bivolărie și alte construcții în apropiere).
- Ruinele clădirii fostei fabrici de cherestea construită în 1878 si reconstruită în 1896, proprietate a societății pe acțiuni „Bucovina” întemeiată de industriașul Max Anhauch – aflată in Bivolărie lângă Gara CFR Vicovu de Sus, folosită de către Imperiul Austriac pentru extinderea exportului de cherestea către Rusia. Fabrica a fost confiscată și mutată în întregime de URSS ca recompensă de război.
- Liceul Tehnologic Special Bivolărie continuator a Institutului de orbi și surdo-muți „M.S. Regina Maria” înființat la Cernăuți în anul 1908 și transferat de la Cernăuți în 1943.

## Obiective istorice și turistice din împrejurimi
- Mănăstirea Putna (1469), aflată în comuna cu același nume. Complexul monahal include Biserica „Adormirea Maicii Domnului” (1653-1662, pe locul celei din 1466-1469).
- Biserica de lemn din Putna (1353), cea mai veche biserică de lemn din Europa, ctitorie a lui Dragoș Vodă în satul Volovăț, mutată de Ștefan cel Mare în Putna.
- Chilia lui Daniil Sihastrul din Putna (datată de la începutul secolului al XV-lea).
- Mănăstirea Sucevița (1582), monument UNESCO aflat în comuna cu același nume.
- Mănăstirea Bogdana, ctitorie a voievodului Bogdan I al Moldovei (1359-1365), localizată în Rădăuți.
- Templul Evreiesc din Rădăuți, monument istoric construit în 1883.
- Biserica „Înălțarea Sfintei Cruci” din Volovăț, ctitorie din 1500-1502 a lui Ștefan cel Mare.
- Biserica „Sfânta Treime” din Siret (1352).
- Universitatea din Cernăuți, înființată în 1875 cu numele de Franz-Josefs Universität.
- Clădirea National-Hauptschule din Cernăuți (unde Mihai Eminescu a studiat în perioada 1858-1860).
- Casa lui Aron Pumnul (1818-1866) din Cernăuți (unde a locuit o perioadă și Mihai Eminescu).
- Teatrul O. Kobyleanskaya (fostul Teatru Național din Cernăuți).
- Parcul dendrologic din Storojineț.
- Conacul lui Iancu Flondor din Storojineț.
- Muzeul de Etnografie „Samuil și Eugenia Ioneț” din Rădăuți.
- Atelierul de ceramică Colibaba din Rădăuți.
- Grădina Zoologică din Rădăuți.
- Complexul muzeal de la Marginea.
- Herghelia Rădăuți (cai de rasă) (1789, Armata Austriacă).
- Herghelia Lucina (cai de rasă) din comuna Moldova-Sulița (1788, aparținând Comandamentului de Remontă al Armatei Austro-Ungare).